# Pulse of Europe
Pulse of Europe (englisch für „Europas Puls“) ist eine überparteiliche und unabhängige Bürgerinitiative, die 2016 in Frankfurt am Main gegründet wurde. Ihr Ziel ist es, „den europäischen Gedanken wieder sichtbar und hörbar [zu] machen“. Einer Entwicklung, die durch den EU-Austritt des Vereinigten Königreichs und das Anwachsen rechtspopulistischer und nationalistischer Parteien geprägt ist, solle eine öffentliche, pro-europäische Bewegung entgegentreten. Insbesondere in den Jahren 2016–2017, kurz nach dem Brexit-Referendum, mobilisierte die Initiative bei ihren sonntäglichen Massendemonstrationen deutschland- und europaweit mehrere zehntausend Menschen. Seit dem 7. April 2017 ist Pulse of Europe ein eingetragener Verein.

## Hintergrund
Nach einer Umfrage der Bertelsmann Stiftung von Oktober 2015 „[steht] eine Mehrheit der EU-Bürger […] hinter EU und Euro und wünscht sich gar eine stärkere politische und wirtschaftliche Integration. Die derzeitige Politik der Gemeinschaft sieht sie allerdings kritisch.“
Initiativen mit pro-europäischer Zielsetzung sind keine neue Erscheinung: Als älteste Bewegung zur Förderung des europäischen Integrationsgedankens gilt die 1922 gegründete Paneuropa-Union. Wenige Jahre nach dem Zweiten Weltkrieg entstanden weitere Initiativen: Die Europa-Union Deutschland wurde 1946 gegründet, die Jugendorganisation Junge Europäische Föderalisten Deutschland (JEF) 1949. Ebenfalls 1949 gründete sich die Europäische Bewegung Deutschland (EBD). Zusammen mit anderen pro-europäischen Initiativen wie Stand Up For Europe, WhyEurope, Laute Europäer, We are Europe oder Who, if not us zählt Pulse of Europe zu den neu entstandenen Graswurzelbewegungen mit pro-europäischer Zielsetzung.

## Entstehung und Entwicklung

### Gründung

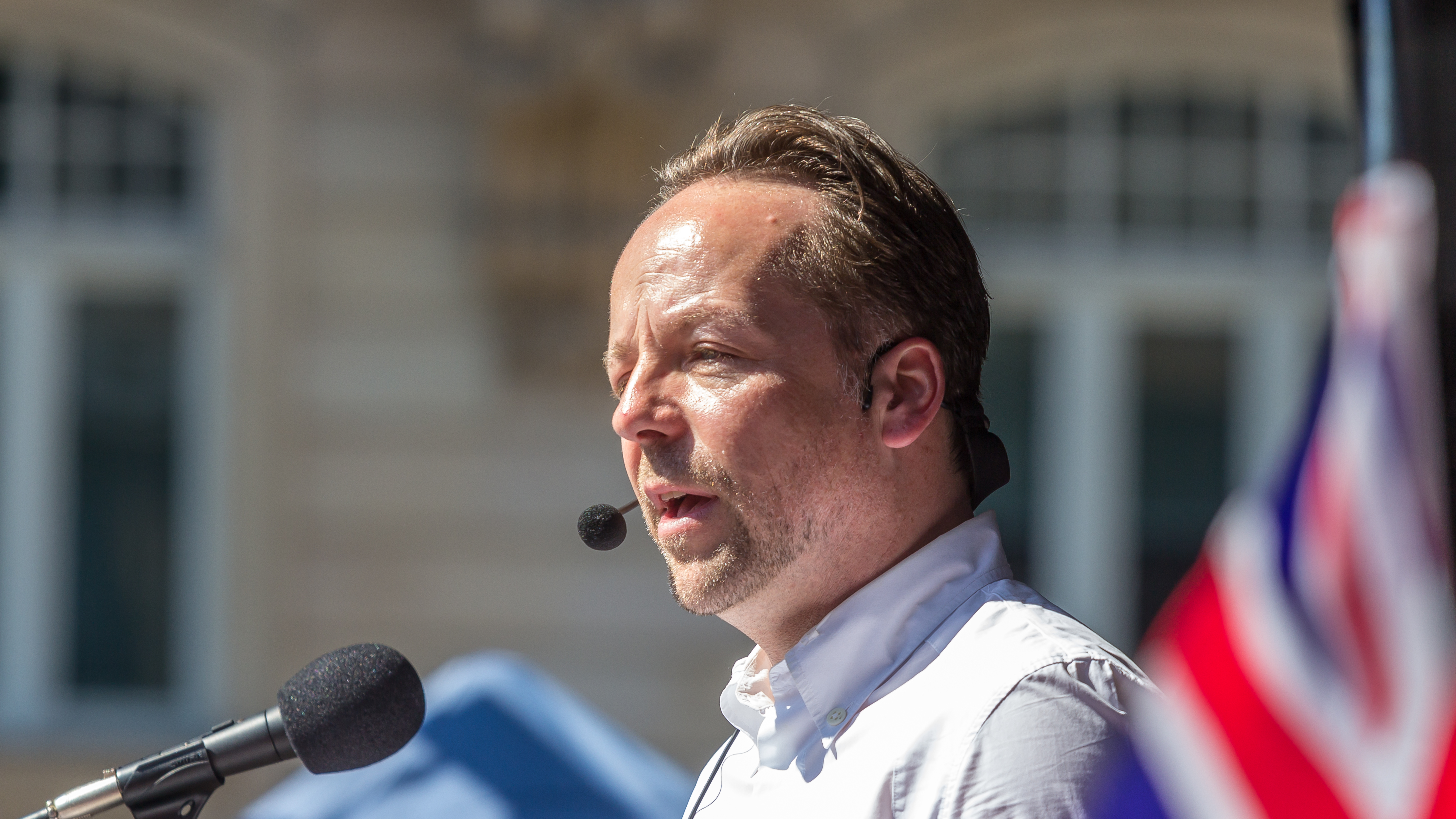
Daniel Röder

Die Bürgerinitiative entstand aus einer Idee der Frankfurter Rechtsanwälte Sabine und Daniel Röder. Der weltweit zunehmende Erfolg nationalistischer und populistischer Bewegungen ließ in ihrem Freundeskreis den Entschluss reifen, dass man vor den 2017 bevorstehenden Wahlen in den Niederlanden, Frankreich und Deutschland, die für das Fortbestehen der Europäischen Union entscheidend sein würden, selber aktiv werden müsse. Der unerwartete Brexit und kurz darauf die Wahl von Donald Trump waren die entscheidenden Auslöser, nicht auf das nächste einschneidende Ereignis zu warten, um dann mit einer Gegenbewegung zu spät zu kommen. Stattdessen wollte man die vermutete schweigende Mehrheit der Europa-Befürworter vorher wachrütteln, um die mögliche Zerstörung der Europäischen Union zu verhindern. Dabei wird diese vor allem als Garant des Friedens zwischen ihren Mitgliedsländern gesehen, was ihren Erhalt in den Augen der Initiative, bei aller berechtigten Kritik und Reformbedarf, unbedingt notwendig macht. Am 9. November 2016, dem Tag nach der Trump-Wahl, entstanden die Konzepte und der Name „Pulse of Europe“, anschließend zehn Grundaussagen, die zunächst im Freundes- und Kollegenkreis geteilt wurden.

### Ausbreitung

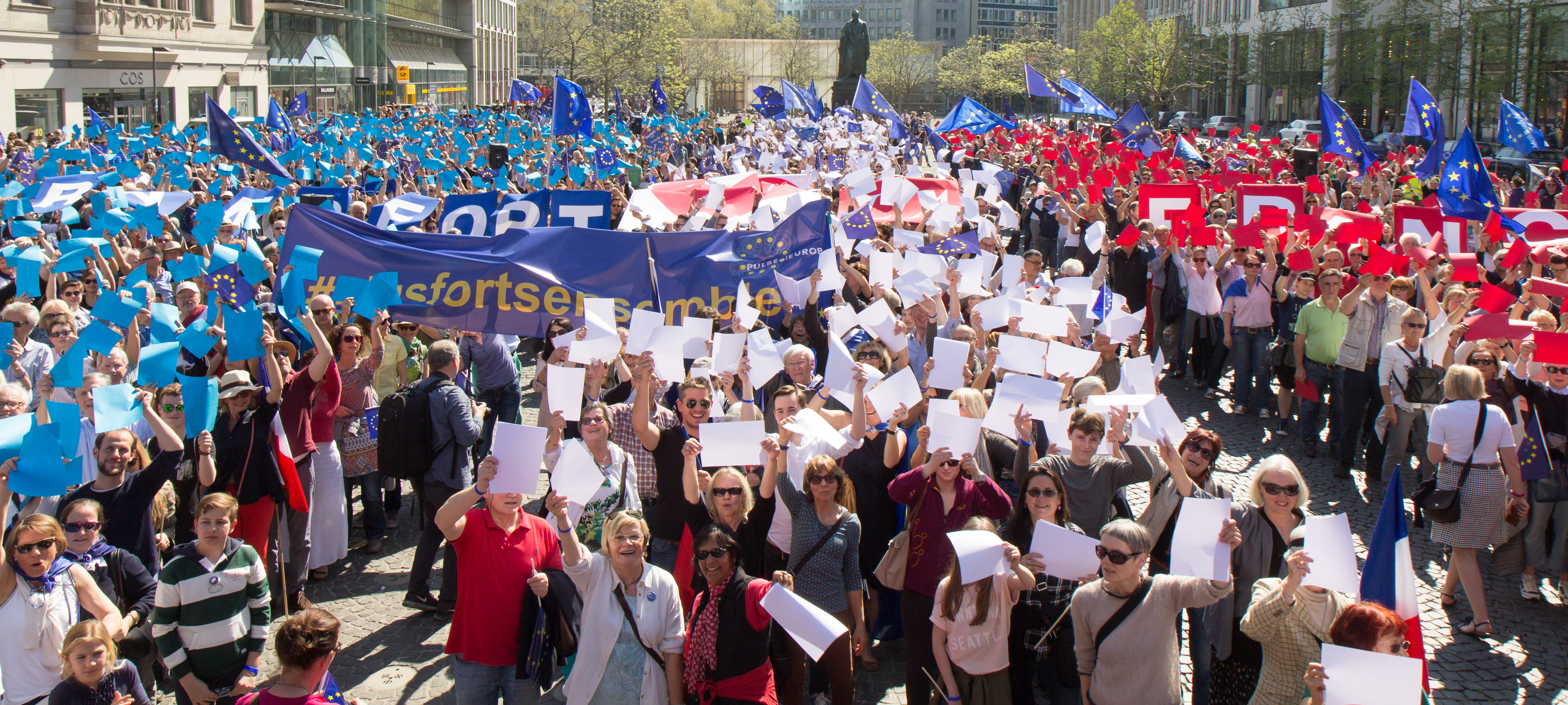
Pulse of Europe in Frankfurt am Main, 9. April 2017

Über private Netzwerke und soziale Medien organisiert, fand am Sonntag, dem 27. November 2016 die erste öffentliche Kundgebung in Frankfurt am Main statt, an der etwa 200 Personen teilnahmen. Weitere Kundgebungen in wöchentlichen Abständen folgten ab Januar 2017, am 5. Februar 2017 auch in Frankfurt (mit etwa 600 Teilnehmern), Karlsruhe, Freiburg, Köln und Amsterdam. Am 12. Februar fanden Versammlungen in weiteren deutschen Städten statt. In Frankfurt nahmen an diesem Tag etwa 1700 Menschen an der Kundgebung und einem anschließenden Demonstrationszug durch die Innenstadt teil.
Seit Februar 2017 finden jeweils sonntags um 14 Uhr Kundgebungen auf öffentlichen Plätzen in zahlreichen europäischen Städten statt. Mit Frankfurt am Main, Freiburg im Breisgau, Karlsruhe, Köln, Berlin, Celle, Gießen, Hamburg, Heidelberg, Kassel, München, Essen, Wiesbaden, Passau, Halle a. d. Saale, Hannover, Hameln, Stuttgart und Bremen überwiegen deutsche Städte, außerhalb Deutschlands fanden Kundgebungen in Amsterdam und Paris statt. Am Sonntag, dem 5. März 2017 kamen weitere Veranstaltungsorte hinzu: In Deutschland Aachen, Bremen, Düsseldorf, Darmstadt, Dortmund, Göttingen, Koblenz, Erfurt, Leipzig, Potsdam, in Frankreich Lyon, Montpellier, Straßburg und Toulouse, in Großbritannien Bath. Am 5. März 2017 war Pulse of Europe in 34 europäischen Städten aktiv, wobei die Teilnehmerzahlen insgesamt und in vielen Orten weiter stiegen und sich zwischen 40 und 3000 bewegten. Am 12. März fanden Veranstaltungen in 36 deutschen und 5 französischen Städten sowie in Lissabon und Brüssel mit insgesamt mehr als 20.000 Teilnehmern statt.
Nach den niederländischen Parlamentswahlen vom 15. März 2017 wurden die Veranstaltungen fortgesetzt. Am 19. März versammelten sich insgesamt mehr als 20.000 Menschen in 61 europäischen Städten. Am 26. März 2017 fanden in 11 europäischen Ländern und 68 Städten Kundgebungen mit – teils nach Angaben der Veranstalter – insgesamt mehr als 44.000 Teilnehmern statt, am 2. April 2017 nahmen in 12 europäischen Ländern und 85 Städten etwa 48.000 Menschen teil. Nach Orten und Teilnehmerzahlen überwogen weiterhin deutsche Städte, während sich die Teilnehmerzahlen in anderen europäischen Ländern zwischen zehn und wenigen hundert Menschen bewegten.
Auf einem Organisatorentreffen Ende April wurde beschlossen, die Kundgebungen fortzusetzen, jedoch ab dem 7. Mai bis zur Bundestagswahl im September nur noch am ersten Sonntag im Monat einzuladen. Am 4. Juni 2017 fanden in insgesamt 19 Ländern, darunter auch in Albanien, Kosovo und der Ukraine, Kundgebungen in insgesamt 126 Städten statt.

### Organisation

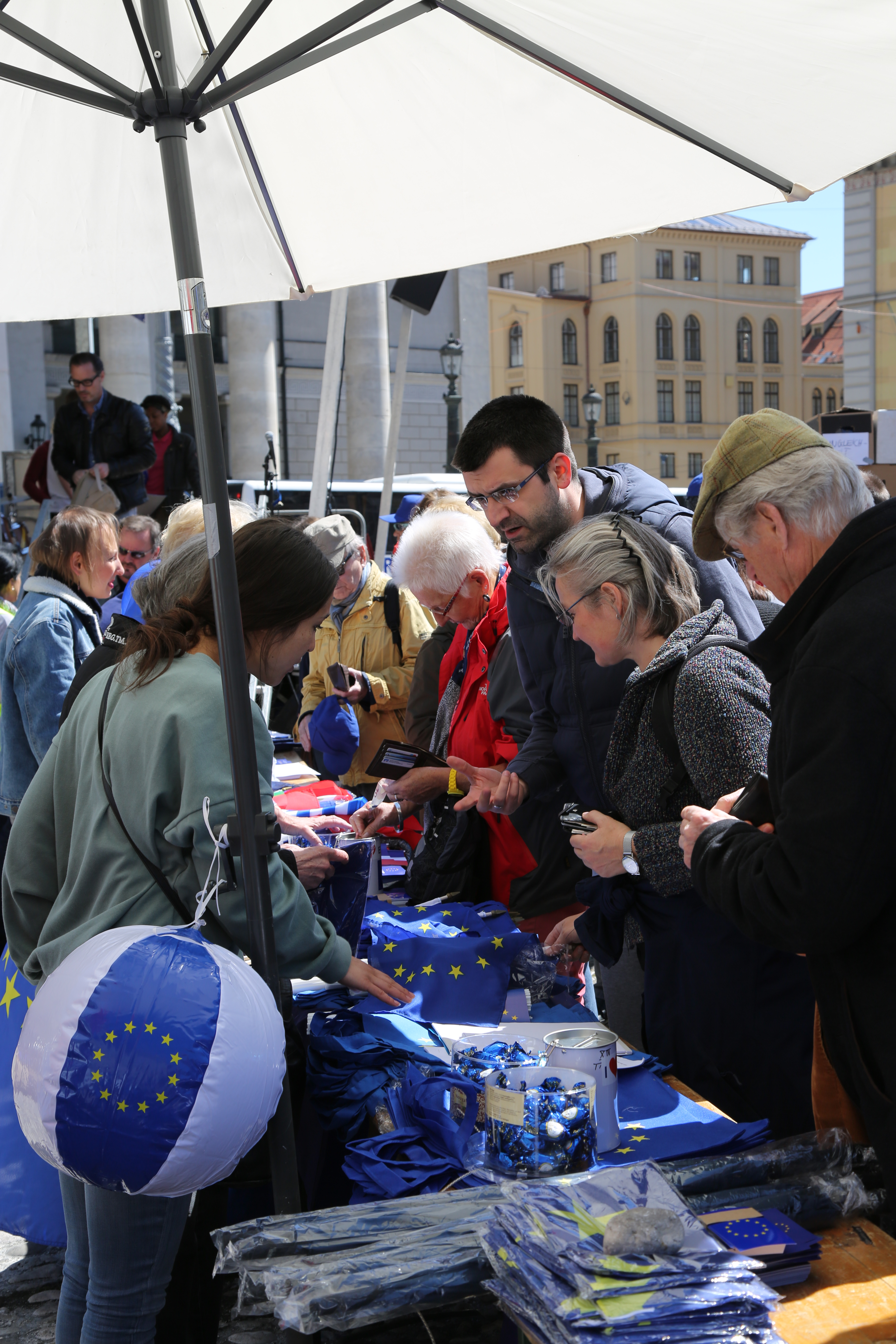
Spendenstand in München, 30. April 2017

Nach dem Vorbild von Pulse of Europe gründeten Privatpersonen in weiteren deutschen und – in kleinerem Maßstab – auch anderen europäischen Städten dezentral und eigenständig pro-europäische Bürgerinitiativen und riefen zu Kundgebungen auf. Koordiniert werden die Aktivitäten durch ein ehrenamtlich arbeitendes Organisationsteam in Frankfurt, unterstützt durch eine fest angestellte Kraft und im Nebenjob arbeitende Studenten. Anfallende Kosten wurden zunächst aus eigener Tasche beglichen, Spenden werden von den jeweiligen Veranstaltern vor Ort gesammelt, teils auch im Rahmen lokaler Projekte eingeworben und dokumentiert. Spenden gehen auch bei den Initiatoren in Frankfurt ein.
Ein eingetragener Verein wurde am 7. April 2017 ins Vereinsregister der Stadt Frankfurt am Main eingetragen. Die Gemeinnützigkeit ist vorläufig bescheinigt. Überwiegend werden die Spenden derzeit zur Finanzierung einer vorläufigen Geschäftsstelle in Frankfurt verwendet.
Um die grundsätzlich offene Bewegung vor Missbrauch zu schützen, wurde der Name „Pulse of Europe“ als Markenzeichen angemeldet.

## Ziele und Themen

### Grundaussagen

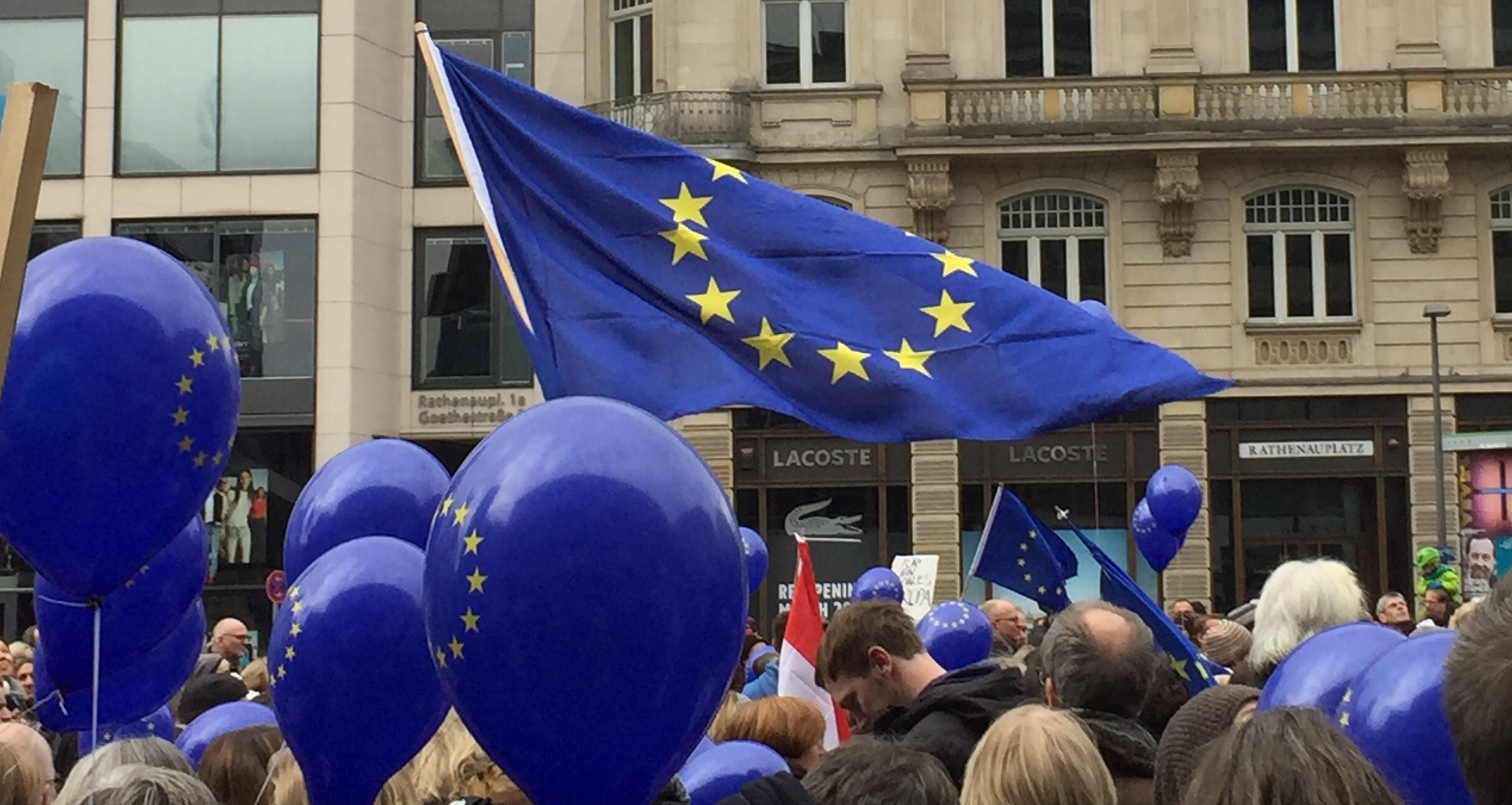
Grundaussagen von Pulse of Europe
(hier nur die Überschriften der Grundaussagen)
1. Europa darf nicht scheitern
2. Der Friede steht auf dem Spiel
3. Wir sind verantwortlich
4. Aufstehen und wählen gehen
5. Grundrechte und Rechtsstaatlichkeit sind unantastbar
6. Die europäischen Grundfreiheiten sind nicht verhandelbar
7. Reformen sind notwendig
8. Misstrauen ernst nehmen
9. Vielfalt und Gemeinsames
10. Alle können mitmachen – und sollen es auch

Nach ihrem eigenen Verständnis verfolgt die Initiative „keine parteipolitischen Ziele“, hat aber zehn Grundaussagen formuliert, die ihr Handeln leiten. Hierzu zählen in erster Linie der Aufruf, sich öffentlich zur europäischen Idee zu bekennen und für die Sicherung der europäischen Grundfreiheiten, insbesondere der Pressefreiheit, einzutreten. Die Wahrung der europäischen Identität schließe den Erhalt der regionalen und nationalen Vielfalt ein, die als Bereicherung verstanden wird.

### Programmatische Offenheit
Der programmatische Schwerpunkt von Pulse of Europe liegt auf dem Erhalt der Europäischen Union:

„Primär will Pulse of Europe im Moment die stillen Befürworter Europas motivieren. Daneben ist es uns jedoch gerade auch wichtig, auf die zuzugehen, die Bedenken, Ängste oder Wut gegen die europäischen Institutionen hegen.“

Vor allem aber glaube die Initiative, „einen Großteil der Bevölkerung hinter sich zu haben, der an Europa festhalten will.“ Diese „bislang schweigende Mehrheit“ wolle sie mit ihrer Bewegung anregen, „um den pro-europäischen Gedanken in der Öffentlichkeit sichtbar zu machen“. Ziele wie die Gründung einer politischen Partei streben die Initiatoren nicht an. Man wolle „einen Raum schaffen, in dem Europas Bürger unabhängig von politischen Vorgaben […] Ideen und Lösungen für die unbestritten vorhandenen Probleme entwickeln können.“
Im Hinblick auf die Parlamentswahl in den Niederlanden am 15. März 2017, die Präsidentschaftswahl in Frankreich am 23. April 2017 und die Bundestagswahl am 24. September 2017 sollen sich „so viele Menschen wie möglich in Europa [zu] versammeln, die für Europa einstehen und so dazu beitragen, dass nach den Wahlen pro-europäische Kräfte mehrheitsfähig regieren können.“ In einer Kooperation mit der pro-europäischen Initiative WhyEurope übernahmen viele Städte deren an die Niederlande gerichtete Kampagne Blijf bij ons. Nach der niederländischen Parlamentswahl am 15. März 2017 legte Pulse of Europe einen Schwerpunkt auf die französische Präsidentschaftswahl. Auch die vorgezogene Parlamentswahl in Bulgarien wurde thematisiert. Darüber hinaus wurden in einem Interview vom 17. März 2017 die politische Situation in Großbritannien, Schottland, an der Grenze zwischen Irland und Nordirland sowie das Verhältnis Europas zur Türkei als Themen für Pulse of Europe angesprochen.
Pulse of Europe ist „bewusst breit angelegt“ und wendet sich „an die breite Masse, die proeuropäisch denkt.“ Ziel sei nicht, einen konkreten Plan für die Reform der EU vorzulegen, sondern ein Bewusstsein für die Bedeutung der anstehenden Wahlen zu wecken und Menschen dazu zu bringen, „zur Wahl [zu] gehen und proeuropäisch ab[zu]stimmen“. Über soziale Netzwerke erreiche man im Internet „über eine Million Menschen“. Die Kundgebungen unterscheiden sich grundsätzlich vom Auftreten rechtspopulistischer Initiativen: Zuversicht werde gegen Angst gestellt, Rechtspopulisten würde weniger öffentliche Aufmerksamkeit zuteil.

### Überparteilicher Charakter

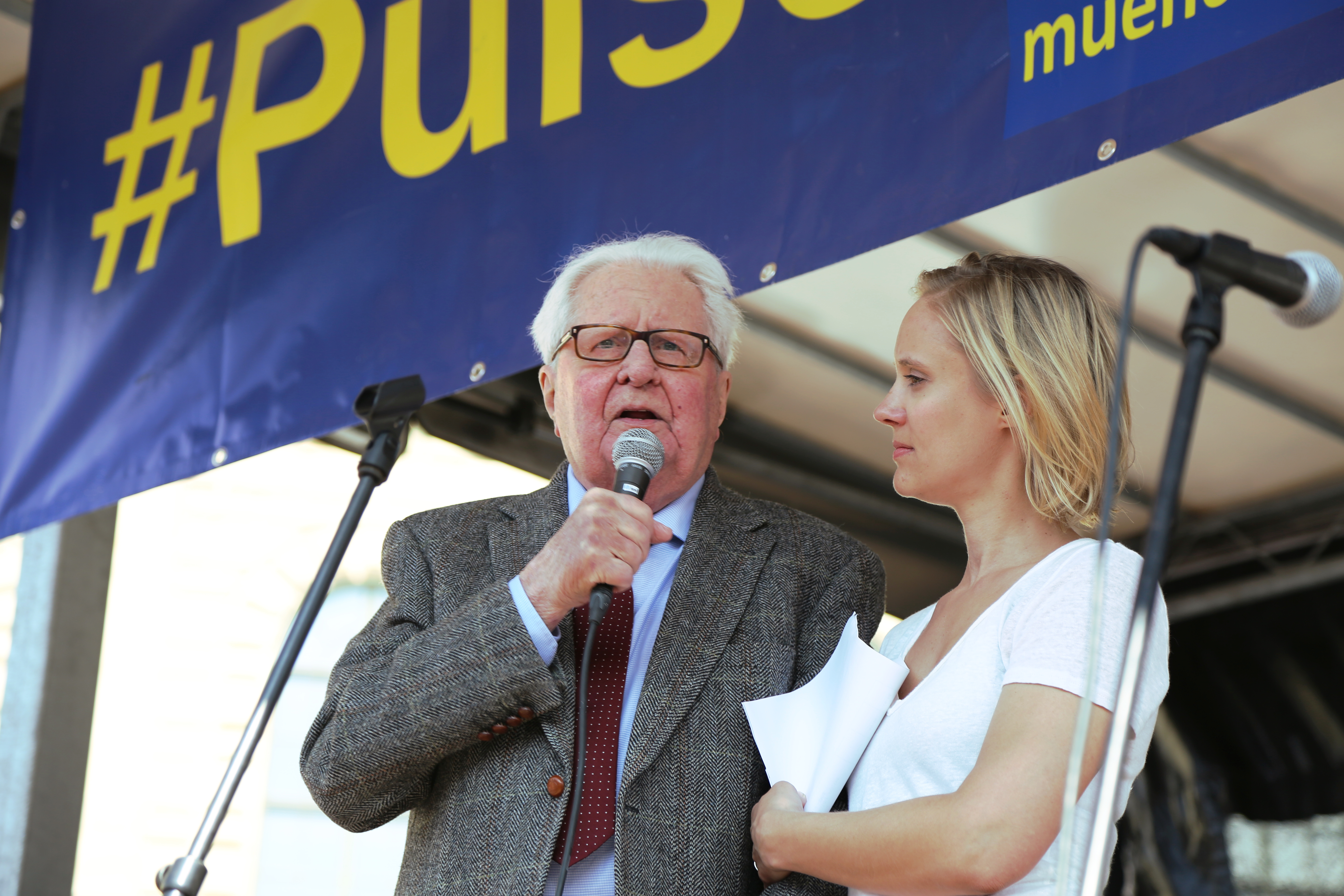
Hans-Jochen Vogel (SPD), München, 9. April 2017

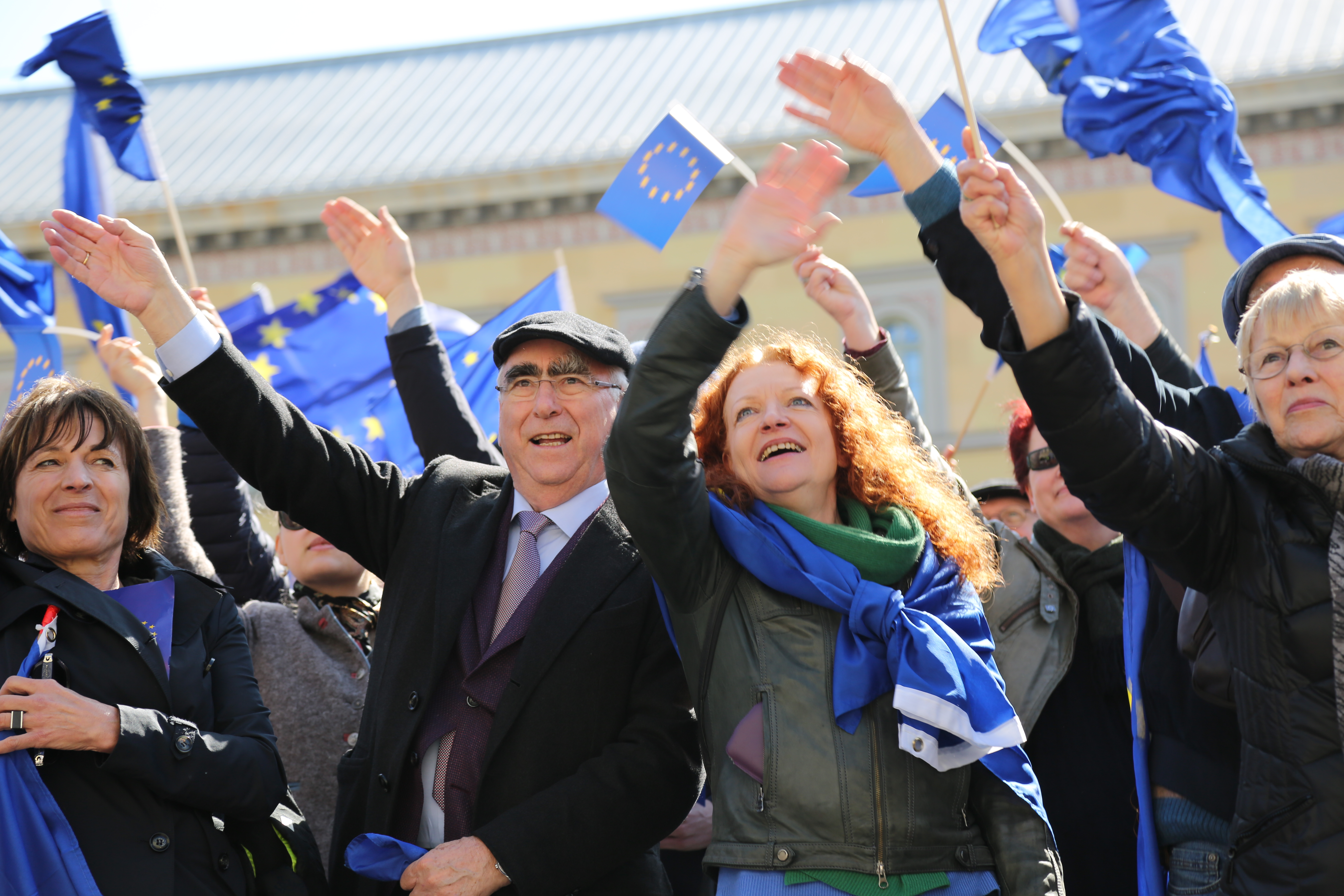
Theo Waigel (CSU) und Margarete Bause (Grüne) als Besucher bei Pulse of Europe München am 26. März 2017

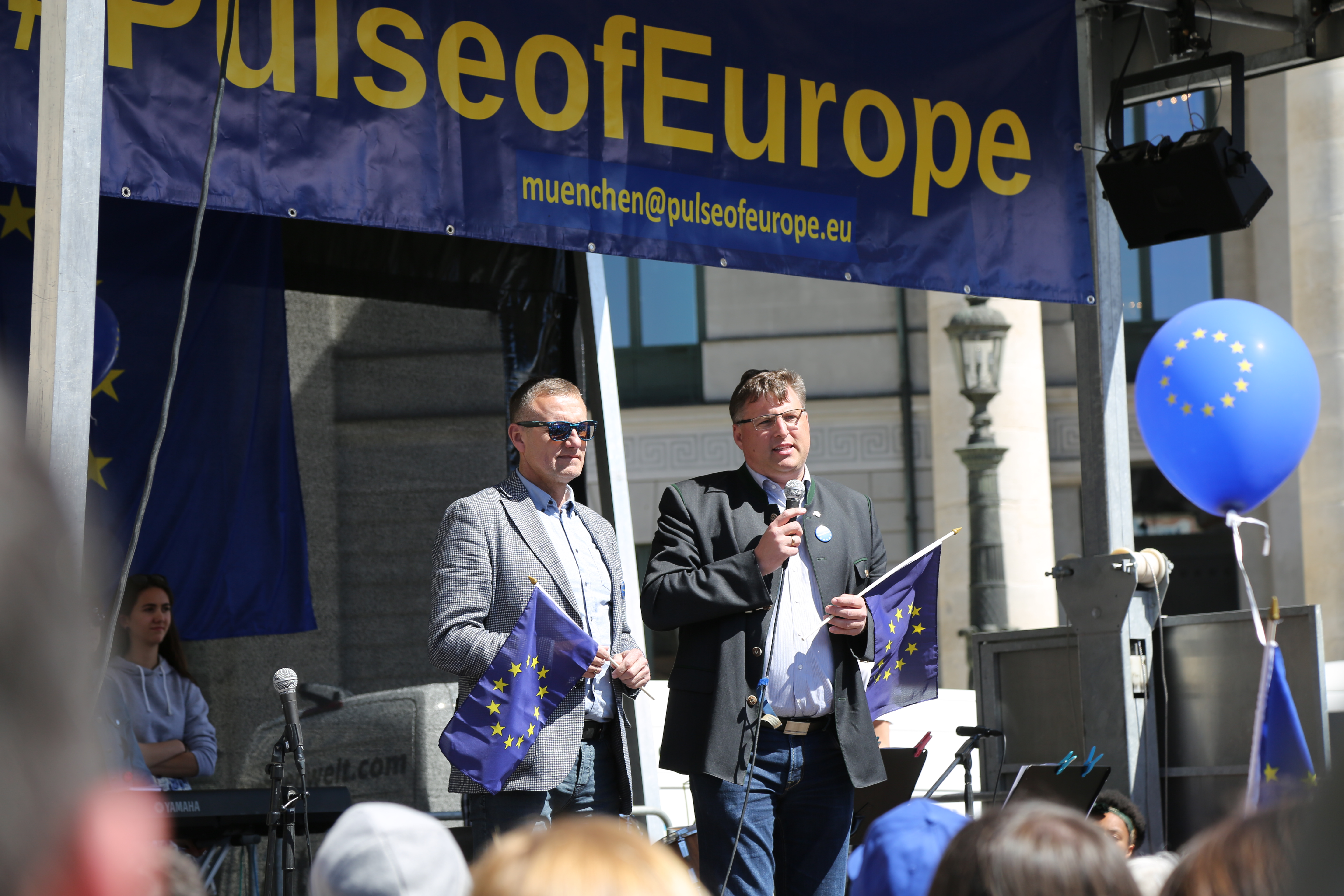
Gemeinsamer Auftritt der Landräte von Auschwitz und Dachau bei Pulse of Europe München, 30. April 2017

„Pulse of Europe“ bewahrt – nach einem Interview mit einem der Organisatoren in der Wirtschaftswoche vom 27. März 2017 – bewusst einen überparteilichen Charakter; mit Ausnahme von Bürgermeistern als „erste[n] Vertreter[n] ihrer Stadt“ seien Beiträge von Parteipolitikern auf Pulse-of-Europe-Veranstaltungen nicht erwünscht. Die Unabhängigkeit „von allen Parteien und auch vom Europäischen Parlament“ wird als wesentlich für die Glaubwürdigkeit der Initiative angesehen. Eine angebotene finanzielle Unterstützung durch die Europäische Kommission wurde abgelehnt.
Kritisch sehen die Organisatoren Redebeiträge ehemaliger Anhänger von als rechtspopulistisch bekannten Bewegungen wie Pegida auf öffentlichen Kundgebungen von Pulse of Europe. Eine Zusammenarbeit mit Parteistiftungen werde akzeptiert, um deren Kontakte, beispielsweise nach Polen, nutzen zu können. Dort hatte in Warschau am 16. April die erste Kundgebung der Initiative stattgefunden. Die Entwicklung eines differenzierteren Programms werde als unwesentlich angesehen, das Ziel bleibe, „die Wahrnehmung wieder auf die guten Seiten der europäischen Einheit [zu] lenken“ und „Menschen für Europa [zu] begeistern“. Die pan-europäische Kleinpartei Volt teilt mit Pulse of Europe viele Ziele; deshalb versuchen Mitglieder von Volt, am Rand der Demonstrationen von Pulse of Europe ihre Partei bekannter zu machen und für eine Stimmabgabe bei der Europawahl zu werben.

### Vor der Bundestagswahl 2017
In einem offenen Brief stellte Pulse of Europe am 22. Mai 2017 drei Fragen an die „deutschen Parteien“ mit der Bitte um eine kurze, allgemein verständliche Antwort. Gefragt wurde nach den Ansichten der Parteien hinsichtlich der „drei größten Herausforderungen“ für Europa und die Europäische Union und den „konkreten Maßnahmen oder Vorschlägen“, mit denen die jeweiligen Parteien diesen begegnen wollen. Ferner bittet die Initiative darum, drei Aspekte der Erklärung von Rom vom 25. März 2017 herauszugreifen und zu erklären, wie die Partei diese programmatisch umsetzen will oder dass sie sie nicht unterstützt. Zudem fragt Pulse of Europe nach Maßnahmen, um dem von „vielen bemängel[te]n Demokratiedefizit“ und dem „Gefühl, zu wenig Einfluss ausüben zu können“, entgegenzuwirken, sowie nach der Notwendigkeit institutioneller Reformen mit der Bitte, diese zu benennen.

## Verhältnis zu anderen pro-europäischen Initiativen
Die pro-europäische Initiative WhyEurope rief im Januar 2016 mehrfach dazu auf, die ersten Demonstrationen in Freiburg und Frankfurt zu besuchen. Im Hinblick auf die niederländischen Parlamentswahlen im März 2017 entwarfen Mitglieder von WhyEurope die Kampagne „Blijf bij ons“, die Pulse of Europe wenig später in zahlreichen Städten übernahm.
Von Seiten anderer Initiativen riefen die Europa-Union Deutschland und die Jungen Europäischen Föderalisten am 17. Februar 2017 zur Teilnahme an den Kundgebungen auf. Die Europäische Bewegung Deutschland mahnte darüber hinaus zur Vorsicht gegenüber möglicher Eindimensionalität und sprach sich für „verlässliche Nachhaltigkeit, breiten Diskurs und vielfältige Lösungsvorschläge“ aus.
In der englischen Stadt Bath riefen die Veranstalter am 5. März zur Unterstützung der Initiative „Unite for Europe“ auf, die für den 25. März 2017 einen Protestmarsch gegen den Brexit zum britischen Parlament plante. Die Organisation Stand Up For Europe organisierte einen „March for Europe“ zum 60. Jahrestag der Römischen Verträge am 25. März 2017 in Rom.
Im Unterschied zu den länger bestehenden pro-europäischen Gruppierungen betreibt Pulse of Europe Öffentlichkeitsarbeit mit einfachen Mitteln. Auf den Versammlungen wird die Europaflagge mitgeführt, ein Mikrophon steht offen, zur abschließenden Menschenkette erklingt die Europahymne. Berichte in öffentlichen Medien betonen, dass auf diese Weise Menschen angesprochen werden, die sonst nicht öffentlich demonstrieren, nicht an Konferenzen teilnehmen oder von Informationskampagnen nicht erreicht werden.
Einen Zusammenschluss mit anderen pro-europäischen Initiativen schließen die Initiatoren von Pulse of Europe nicht grundsätzlich aus, dies ist nach ihren Angaben aber bislang noch nicht vorgesehen.

## Rezeption
Die Initiative fand ab Februar 2017 Aufmerksamkeit in der europäischen Presse außerhalb Deutschlands und der EU.
Am 5. März sprachen Oberbürgermeister Feldmann (SPD) und Bürgermeister Becker (CDU) der Stadt Frankfurt am Main während der Versammlung am offenen Mikrophon. Am 8. März rief der Offenbacher Oberbürgermeister Schneider (SPD) die Bürger seiner Stadt auf, an der Kundgebung in Frankfurt am 12. März teilzunehmen.
In einer Rede vor dem Deutschen Bundestag am 9. März 2017 bezeichnete der Abgeordnete Oppermann (SPD) die Initiative als „Politisierung derjenigen, die sich die Demokratie und Europa nicht kaputt machen lassen wollen.“ Der Abgeordnete Özdemir (Bündnis 90/Die Grünen) erwähnte in der gleichen Sitzung das Motto „Pulse of Europe“ und die wöchentlichen Versammlungen als beispielhaft für die Übernahme kollektiver Verantwortung für die Zukunft Europas.
In einem Interview mit der Frankfurter Allgemeinen Zeitung vom 11. März 2017 sah die Politologin Sandra Eckert ein zunehmendes Wählerinteresse an konkreten Fragen der gesellschaftlichen und wirtschaftlichen Folgen der europäischen Integration, den Herausforderungen einer gemeinsamen Flüchtlingspolitik und des Umgangs mit der aktuellen Tendenz zur Desintegration. Die Initiative könne als Ausdruck von Politikverdrossenheit „im Sinne einer Unzufriedenheit mit bestehenden Möglichkeiten politischer Partizipation“ auf transnationaler, europäischer Ebene angesehen werden. Die „bislang stillschweigende Zustimmung zur EU“ verschaffe sich „nun eine Stimme“. Pulse of Europe profitiere von dem großen öffentlichen Interesse angesichts der Wahlen in mehreren europäischen Ländern und könne durch ihre Aktionen Wahlbeteiligung und Stimmenanteile beeinflussen. Inwieweit sich das auf Privatinitiative beruhende Engagement zukünftig aufrechterhalten lasse, sei derzeit offen. Die Frage der künftigen Beziehungen der EU zum Vereinigten Königreich, das Verhältnis zu den Vereinigten Staaten und zur Türkei, aber auch die innereuropäischen Spannungen mit Polen und Ungarn blieben auch nach den Wahlen relevante Diskussionsthemen. Die proeuropäische Ausrichtung der Initiative stelle kein ausreichendes Alleinstellungsmerkmal dar, aus dem sich eine politische Partei entwickeln könne. „Aufgrund ihres Erfolges und ihrer Sichtbarkeit als Stimme für Europa“ könne die Initiative „ohnehin nicht mehr ignoriert werden“.
Am 13. März würdigte der Sprecher des Zentralkomitees der deutschen Katholiken in einer Pressemitteilung die Initiative und rief Katholiken dazu auf, an den Kundgebungen teilzunehmen. Am 23. März 2017 berichtete auch Radio Vatikan.
Der Soziologe Simon Teure vom Berliner Institut für Protest- und Bewegungsforschung wurde am 17. März in der Zeitung Neues Deutschland dahingehend zitiert, dass die Proteste „vor allem jene Menschen an[sprechen], die vom Status-quo-Europa profitieren: international Orientierte, besser Gebildete und besser Verdienende.“ Eine „Europa-Euphorie überblende[t]“ die strukturellen Probleme Europas, wie beispielsweise „die fehlende sozialpolitische Orientierung, die Hilflosigkeit gegenüber den autoritären Entwicklungen in einzelnen Mitgliedsstaaten und die Abschottung nach außen“. Ähnlich äußerte sich Clara Stinshoff am 23. März 2017: Pulse of Europe spreche überwiegend gebildete Menschen der oberen Mittelschicht an, die besonders großen Nutzen aus den Vorteilen der Europäischen Union wie beispielsweise der Freizügigkeit oder dem Erasmus-Programm zögen. Wenn Pulse of Europe die Idee der europäischen Einigung verbreiten und die politische Landschaft in Europa verändern wolle, sei es von großer Bedeutung, wen sie mit ihrer Botschaft erreiche. Die Stimmen der oberen Mittelklasse alleine reichten nicht aus, um Wahlen zu gewinnen. Wenn Europa „gerettet“ werden solle, sei es erforderlich, Menschen einzubeziehen, die nicht unbedingt wahrnähmen, auf welche Weise sie Nutzen aus der Union ziehen könnten.
Der Berliner Soziologe Dieter Rucht sieht „die Ziele zu pauschal formuliert“, die „Forderungen zu abstrakt.“ Durch kontinuierliche Präsenz und „klar formulierte Zwischenetappen“ könne eine Bürgerinitiative auf politische Entwicklungen einwirken. Am 30. März 2017 äußerte sich Rucht kritisch zu der „heterogene[n] Ansammlung von Menschen“, die derzeit aufgrund der pauschalen Aussagen des Programms zusammengehalten, aber im Grunde von unterschiedlichen Interessen geleitet würden. Dies berge das Risiko des „Zerfaserns“ der Initiative. Die Situation in Frankreich schätzt Rucht so ein, dass die Wähler dort die europäische Frage mit den Präsidentschaftskandidaten verknüpfen und es daher nicht für nötig erachten, „auf die Straße [zu] gehen.“
In seiner Rede zur Vereidigung am 22. März 2017 drückte Bundespräsident Steinmeier seine Freude über die „Menschen, die in diesen Tagen auf die Plätze gehen und uns den Puls von Europa wieder spüren lassen“, aus.
Am 25. März 2017 kritisierte die Politologin Ulrike Guérot das „Zehn-Punkte-Programm“ der Initiative als zu vage und schlug vor, dass Pulse of Europe „Wahlrechtsgleichheit für das europäische Parlament – one man, one vote“ bei den Europawahlen verlangen könnte, um die Legitimität des europäischen Parlaments zu stärken. Eine Wahlrechtsgleichheit ermögliche „ein soziales, politisches und ideologisches Zusammenwachsen zu einer europäischen Republik.“ Nach dem historischen Vorbild des deutschen Vormärz, dem wenige Jahre später die Einigung der deutschen Kleinstaaten gefolgt sei, könne Pulse of Europe „der Anfang eines europäischen Vormärzes werden“. In der Tageszeitung vom 10. April formulierte Guérot ihre Kritik weiter aus: In den europäischen Nachbarländern verstünden die Menschen nicht, dass ein Unterschied „zwischen den deutschen Bürgern und der Politik“ bestünde. Die deutschen Bürger seien längst weiter als die Politik und holten das Versäumnis der Politik nach, „den anderen Europäern die Hand zur Versöhnung“ auszustrecken. Die Zustimmung für Europa bleibe vage, weil die „Details der EU“ unbekannt geblieben seien. An welchen Stellen die EU konkret reformiert werden müsse, bleibe unbekannt. Daher könne auch im Ausland nicht mit tieferem Verständnis für das Anliegen der deutschen Bürger gerechnet werden. Für die Initiative sieht Guérot die Aufgabe, politisch zu formulieren: „Europa ja, aber EU nein.“ Darüber hinaus müsse ins europäische Ausland vermittelt werden, dass in Deutschland Bürger demonstrieren, die die Verantwortung Deutschlands an der aktuellen Krise der EU nicht erkannt hätten.
Die Politikwissenschaftlerin Tanja Börzel sieht nach einem Bericht der Tagesschau vom 9. April 2017 Pulse of Europe als „Gegenbewegung zu den Mobilisierungsversuchen der rechtspopulistischen Kräfte in ganz Europa.“ Dass die Initiative von Bürgern ausgehe und nicht von Politikern, mache sie umso wirkungsvoller: „Die Rechtspopulisten sagen ja immer, wir sind das Volk – dabei will die Mehrheit eben nicht zurück zum Nationalstaat.“ Börzel zufolge zeigen Studien, dass die Mehrheit der Europäer ein offenes und demokratisches Europa befürworte. Pulse of Europe mobilisiere diese Mehrheit, die der Meinung sei, dass die EU mehr Kompetenzen bekommen solle.

## Auszeichnungen
Das Berliner Team von Pulse of Europe wurde am 9. Mai 2017 mit dem Europapreis Blauer Bär ausgezeichnet. Mit diesem Preis würdigen die Berliner Senatsverwaltung für Kultur und Europa und die Vertretung der Europäischen Kommission in Deutschland jedes Jahr seit 2015 Berliner Initiativen, Vereine, Projekte und Einzelpersonen, die mit ihrem zivilgesellschaftlichen Engagement zum Zusammenwachsen Europas beitragen und sich für die gemeinsamen europäischen Werte einsetzen.
Pulse of Europe erhielt am 18. September 2017 den Europäischen Bürgerpreis 2017 des Europäischen Parlaments. Zur Begründung heißt es: „Mit Pulse of Europe leisten die Initiatoren einen wichtigen Beitrag für ein vereintes und demokratisches Europa.“
Pulse of Europe erhielt am 22. September 2017 den Sonderpreis des Erich-Maria-Remarque-Friedenspreises 2017 der Stadt Osnabrück. Damit „unterstützt die Jury das Anliegen von ‚Pulse of Europe‘, die Europäische Union als Bündnis des Friedens zu erhalten“.
Am 3. Dezember 2017 wurde Pulse of Europe mit dem Förderpreis zum Marion-Dönhoff-Preis für internationale Verständigung und Versöhnung ausgezeichnet.
Am 14. März 2018 wurden die Initiatoren der Bewegung, Daniel und Sabine Röder, mit dem Bürgerpreis der deutschen Tageszeitungen ausgezeichnet.
Am 22. Mai 2018 wurden die Initiatoren der Bewegung, Daniel und Sabine Röder, mit dem Bundesverdienstkreuz ausgezeichnet.
Am 18. März 2019 wurden Daniel und Sabine Röder mit dem Erich-Fromm-Preis ausgezeichnet.